# Cephalozia argentea
Cephalozia argentea là một loài rêu tản trong họ Cephaloziaceae. Loài này được (Hook. f. & Taylor) Spruce miêu tả khoa học lần đầu tiên năm 1882.